# Pavel Socháň – výber z fotografií
Pavel Socháň – výber z fotografií je obrazová publikace – mapa 24 reprodukcí fotografií Pavla Socháně formátu 235 x 325 mm. Publikace je doplněna dvanáctistránkovou brožurou se statí Martina Slivky, která je uvedena ve slovenštině a v ruském, anglickém a francouzském překladu. Dále je zde seznam reprodukcí.
Nedatované snímky pocházejí patrně především z devadesátých let 19. století. Reprodukce jsou zhotoveny z původních skleněných negativů 13 x 18 cm, které jsou ve sbírkách Slovenského národního muzea v Martině.

## Tabule

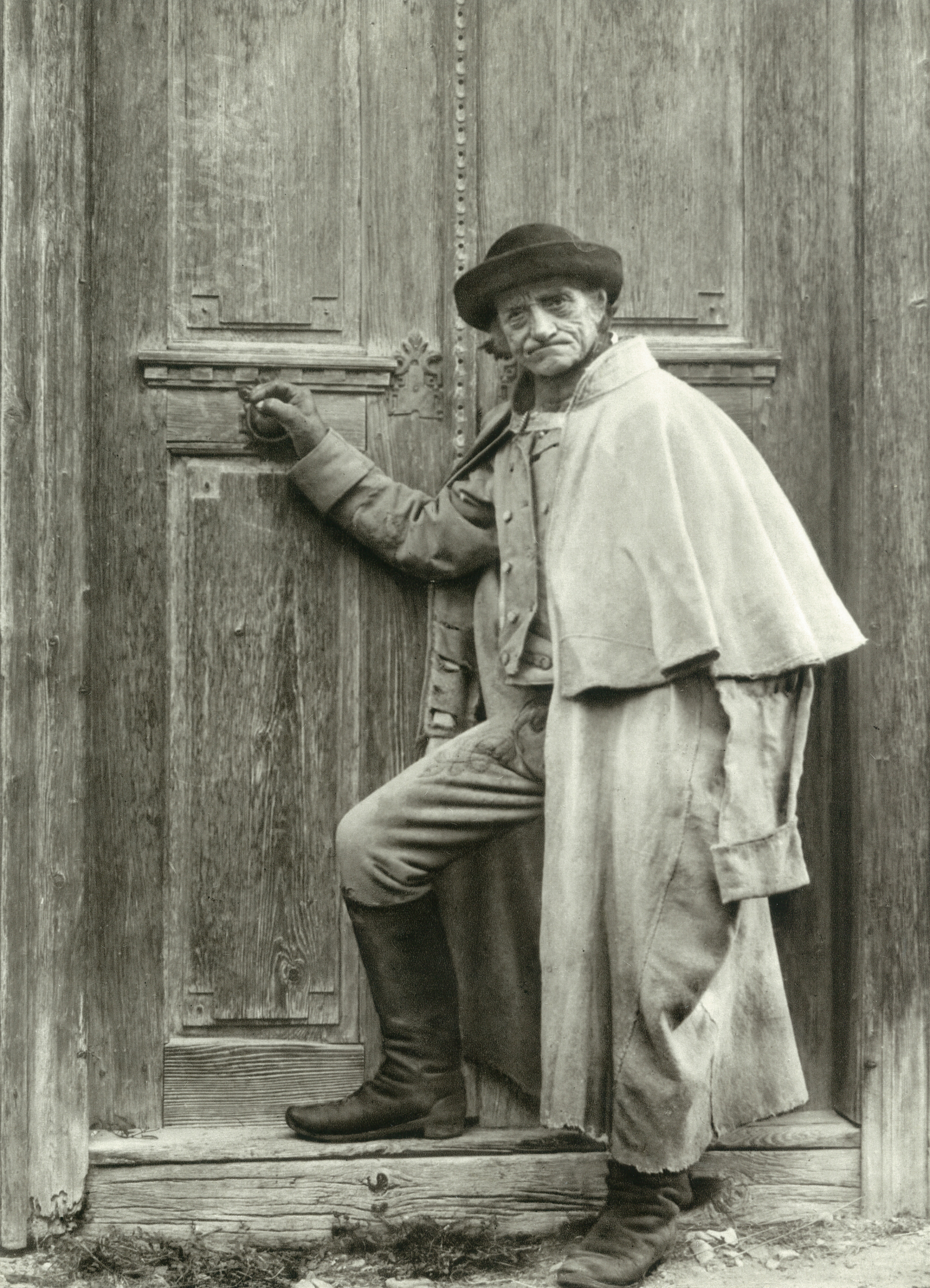
Starec z okolia Trenčína
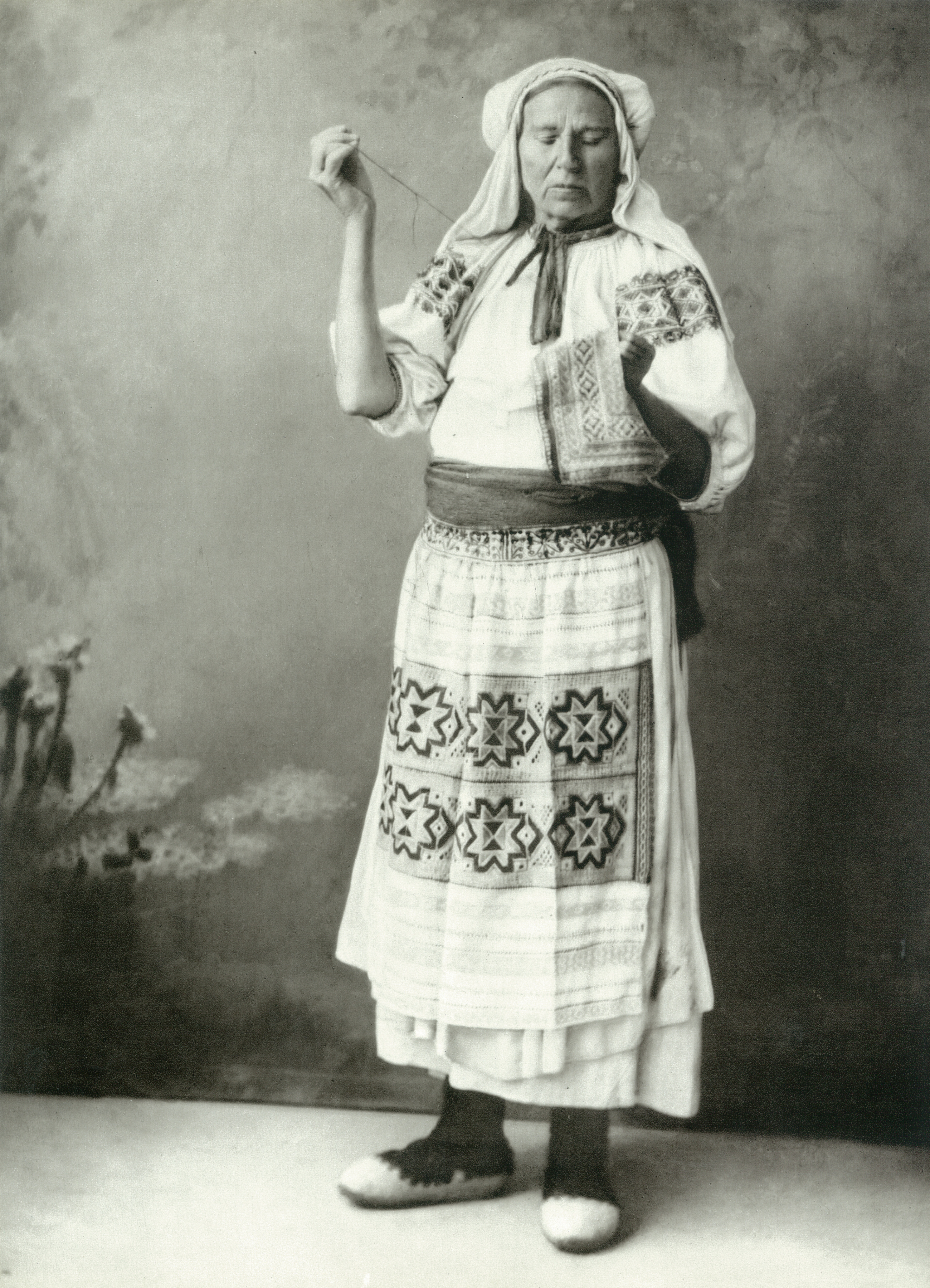
Vyšívačka zo Zliechova
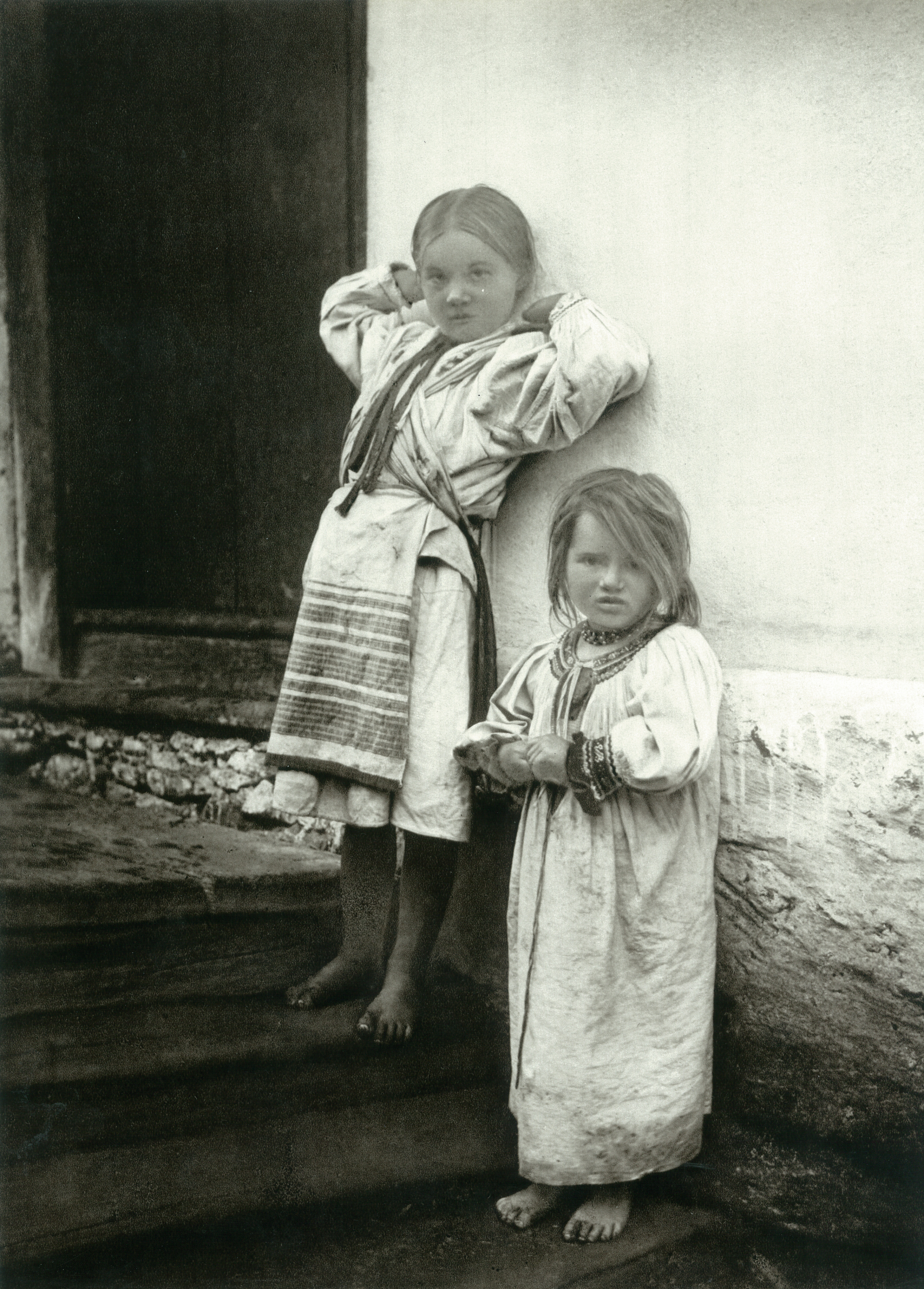
Deti z Horehronia
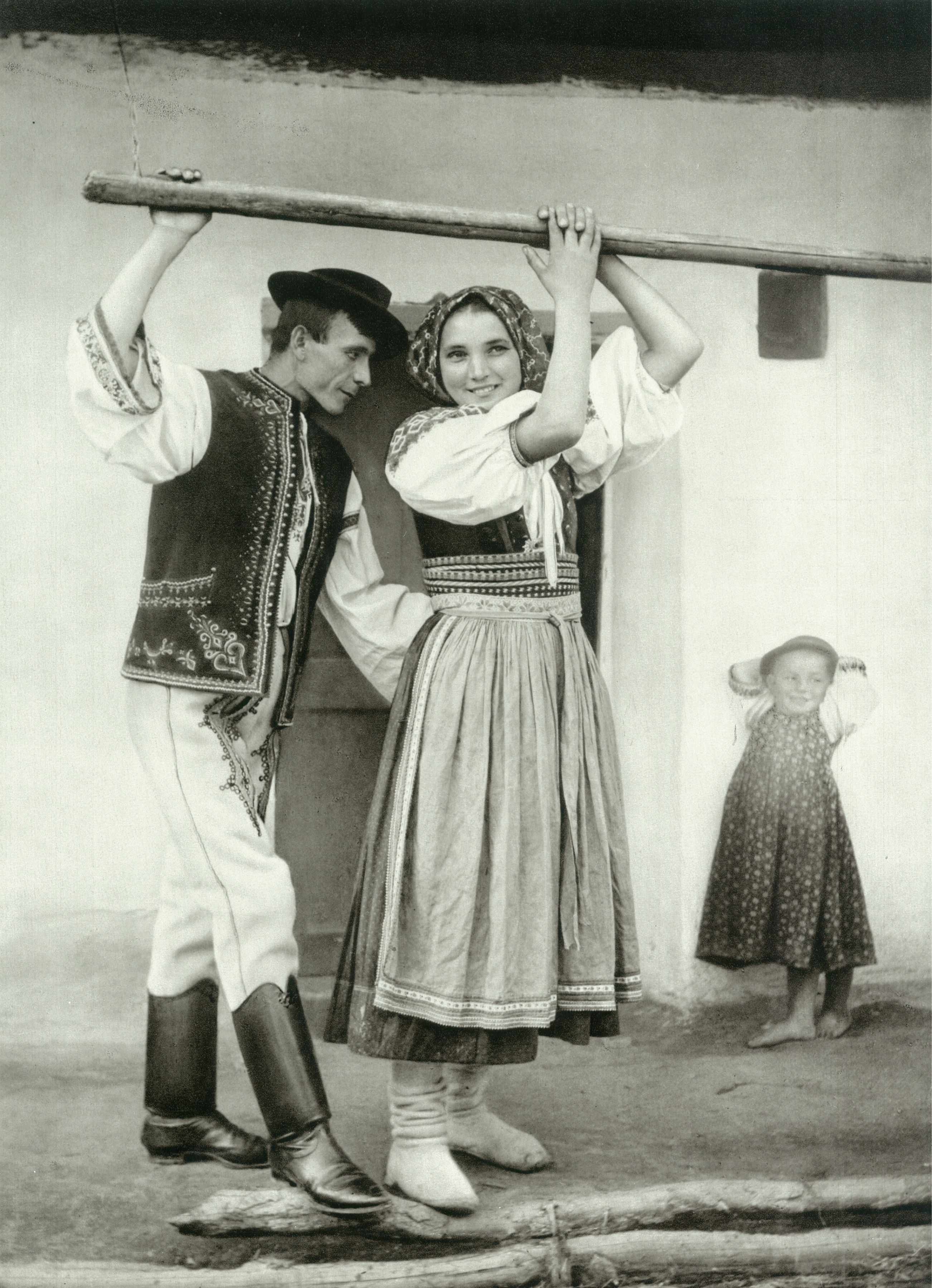
Na podstienke, Trenčianska Teplá
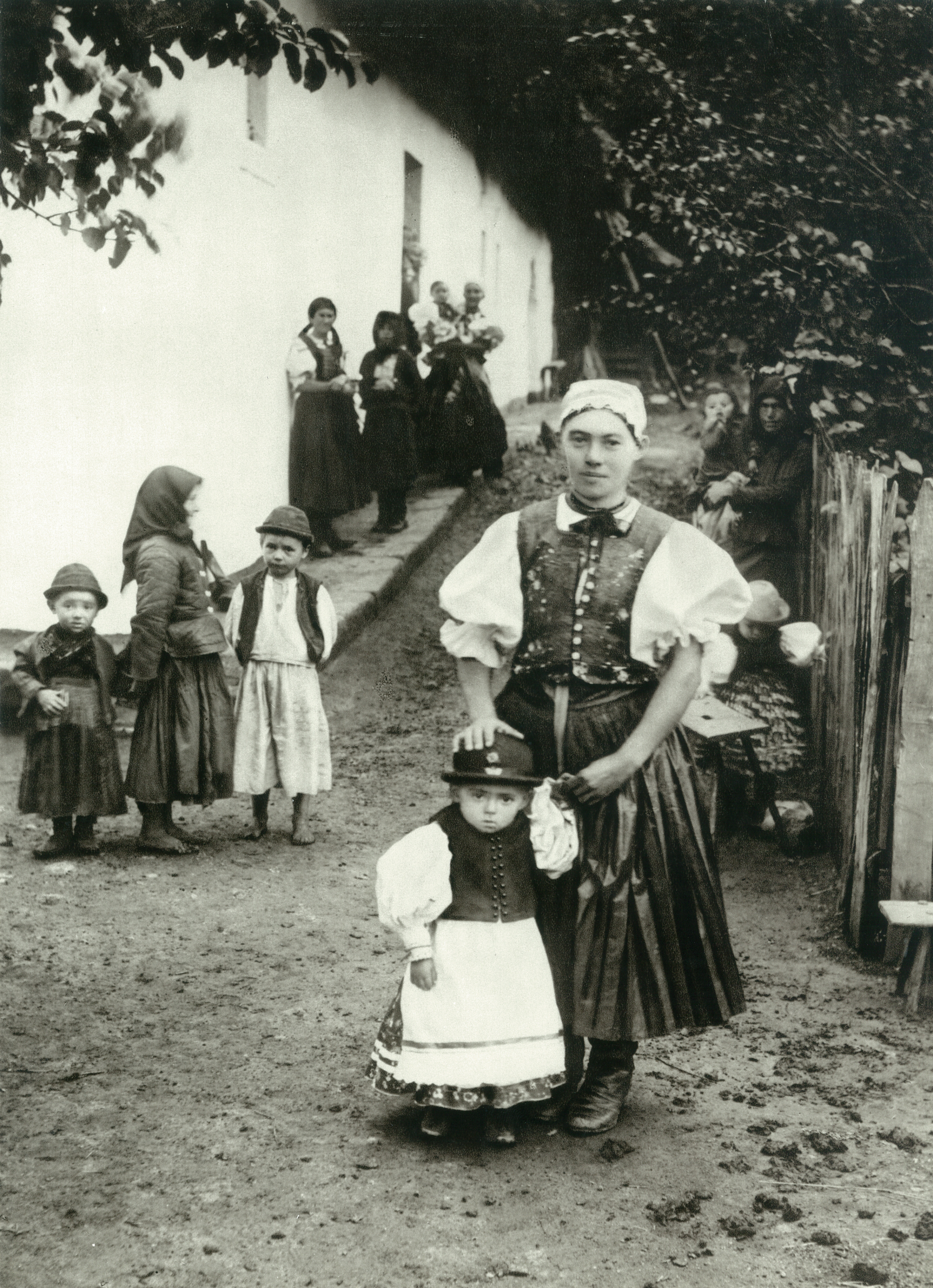
Pred domom, okolie Nitry
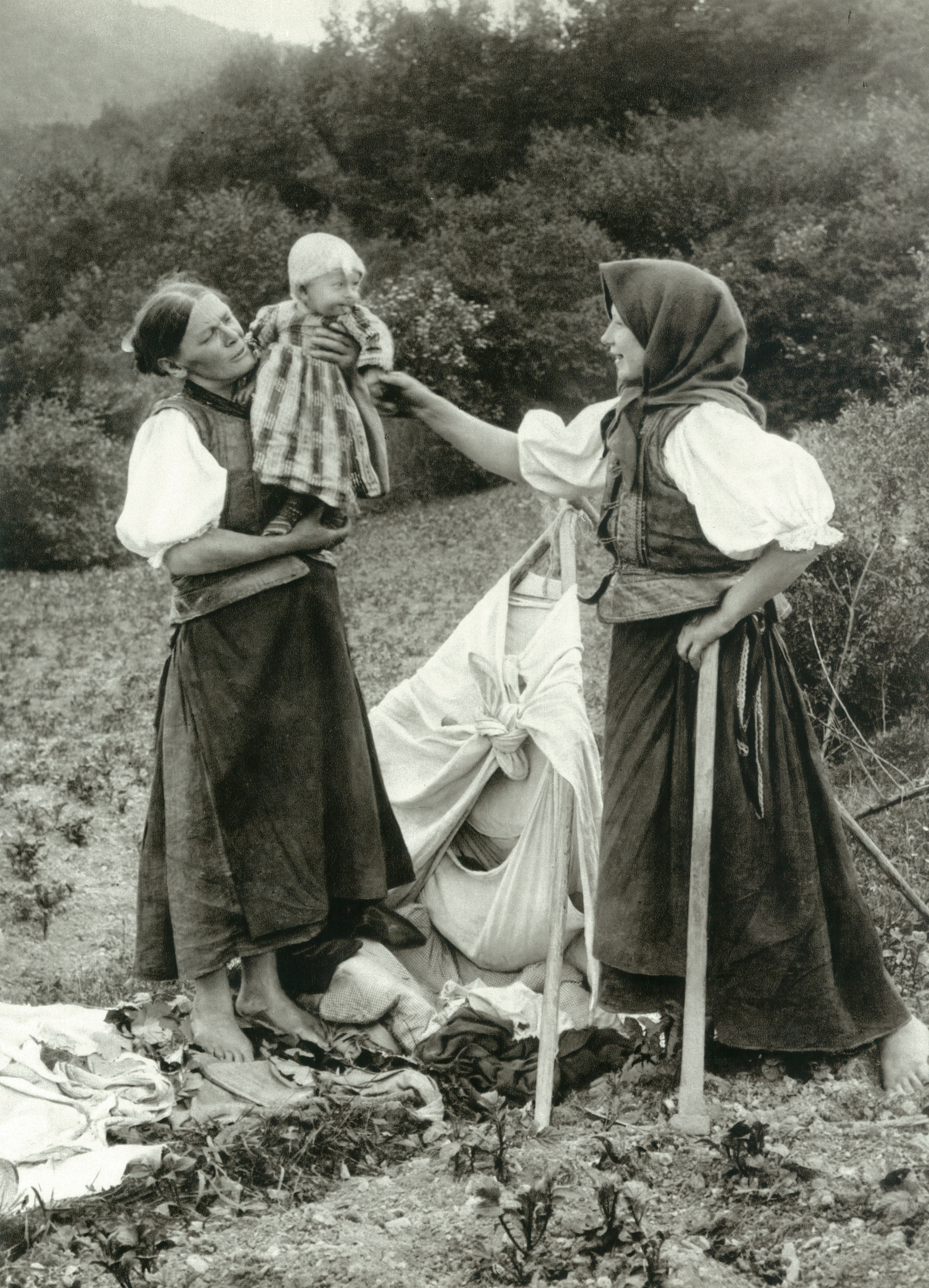
Pri poľnej kolíske
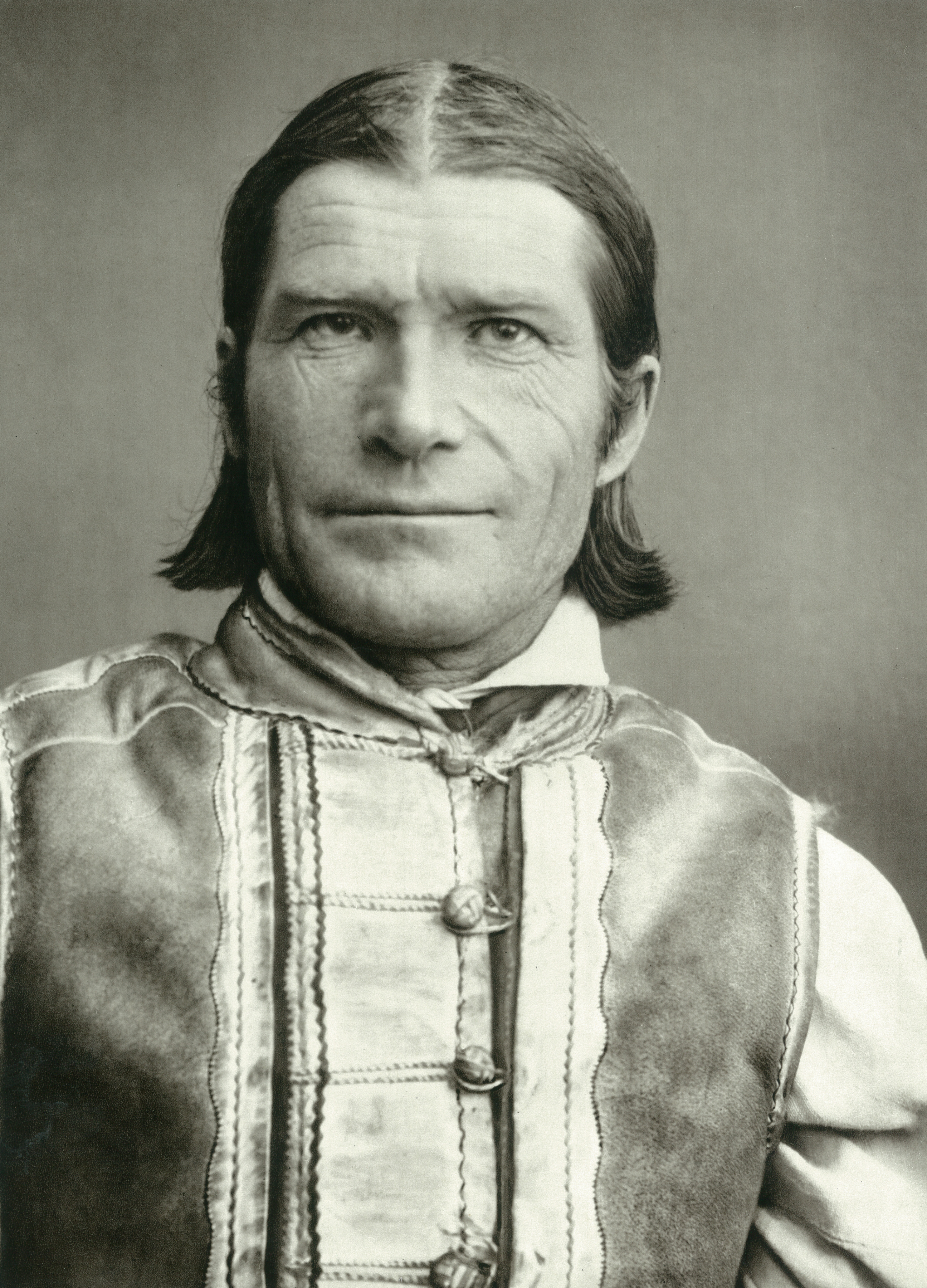
Gazda z Jasenovej
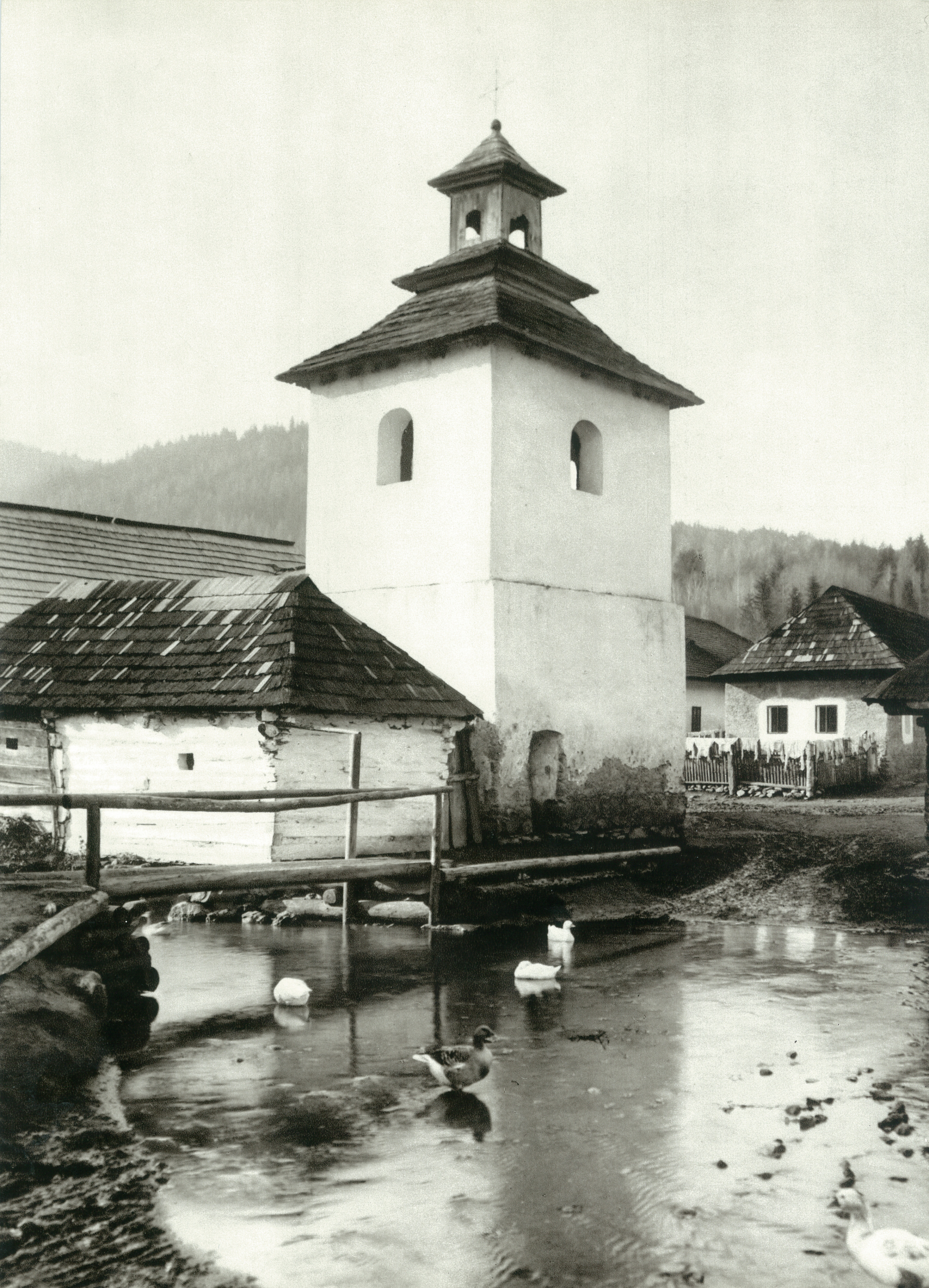
Zvonica, Štiavnička
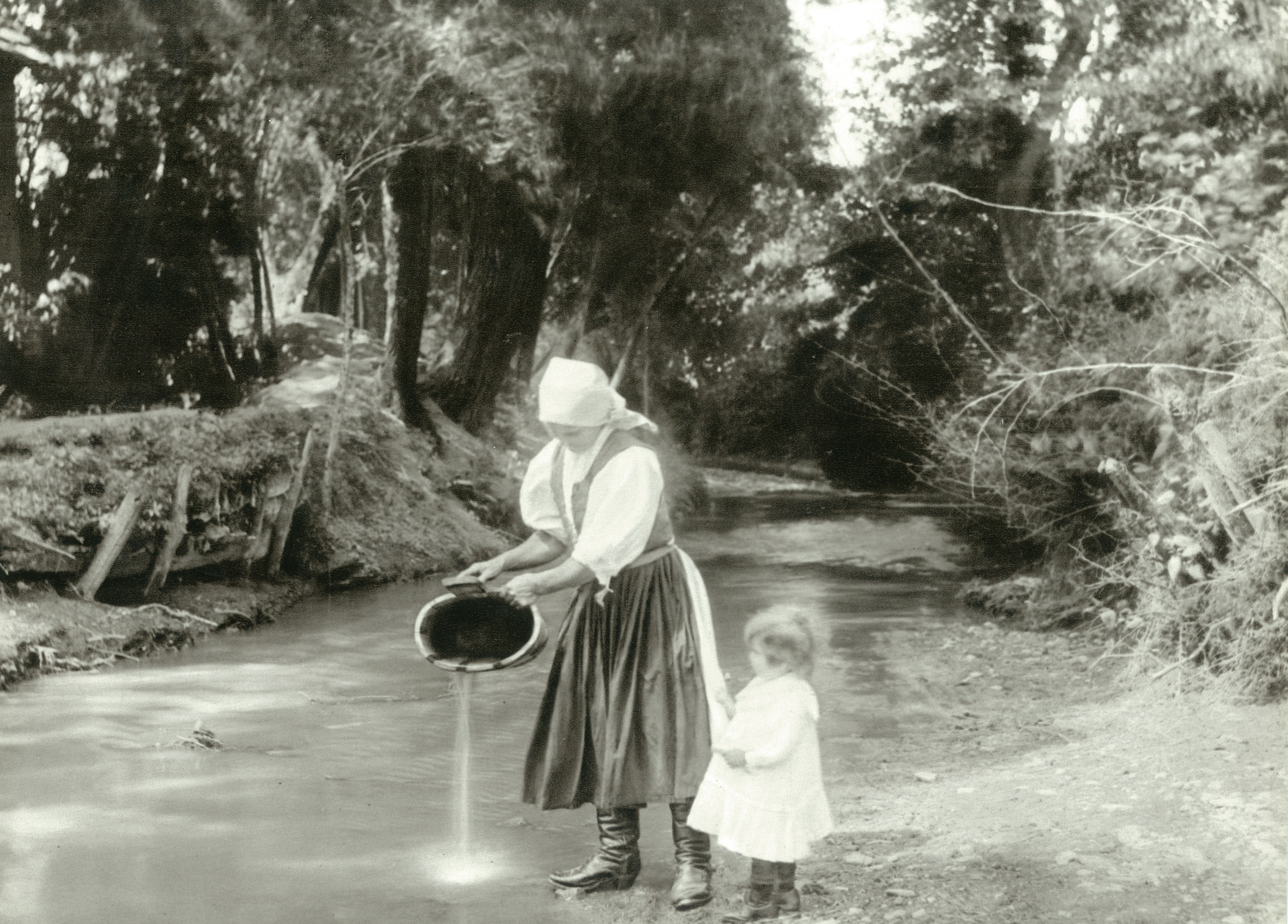
Pri potoku
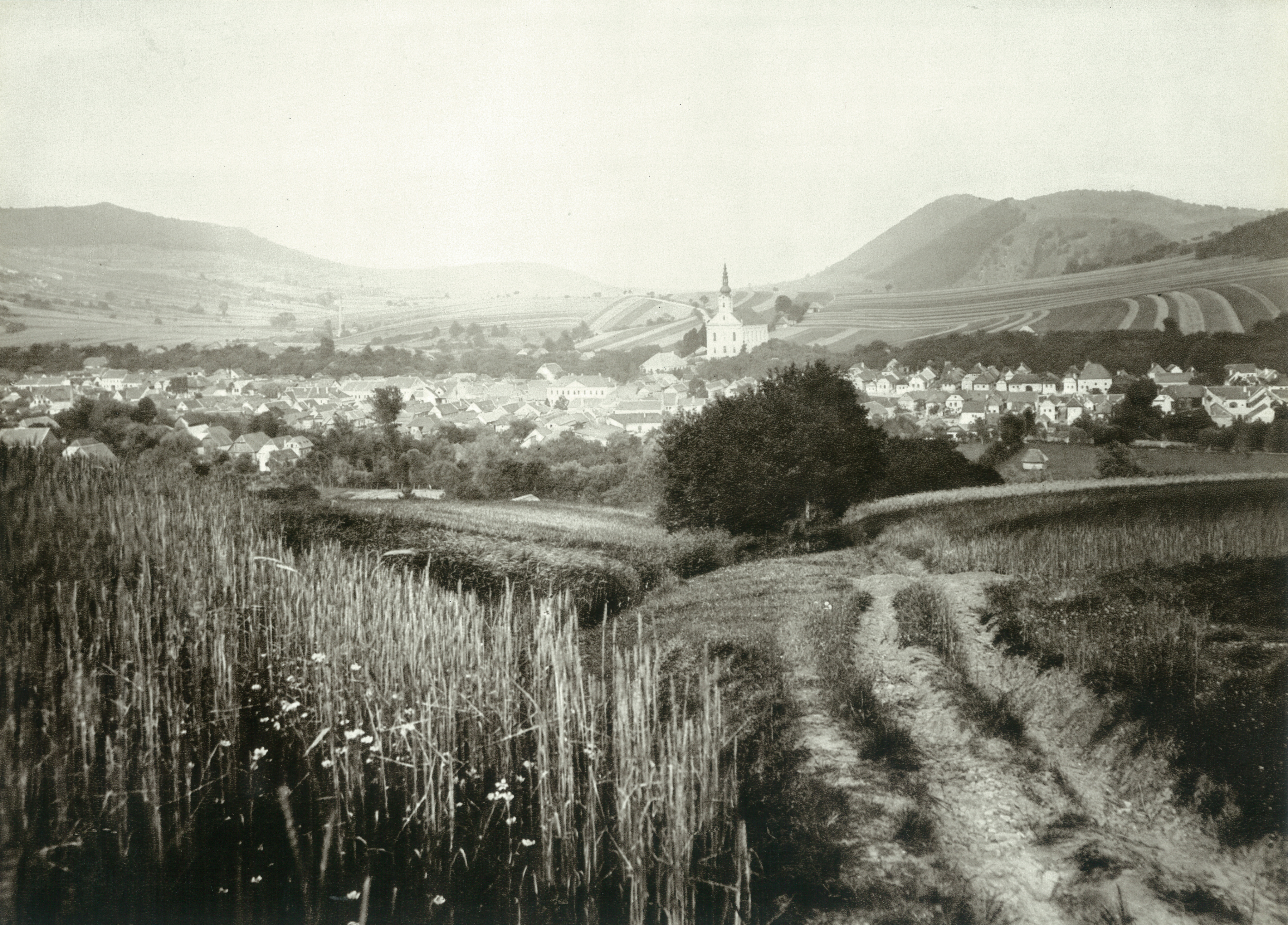
Brezová
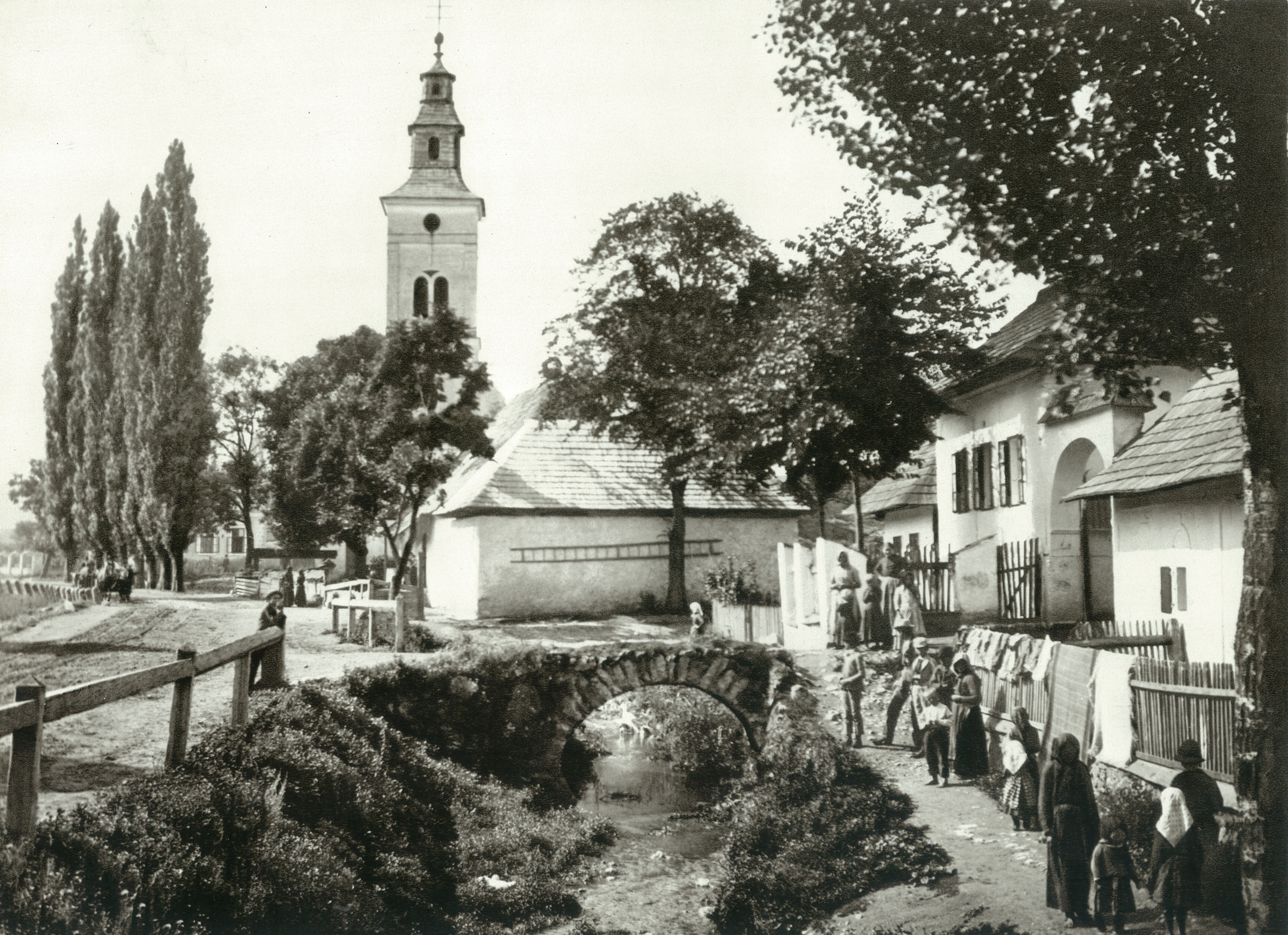
Mošovce
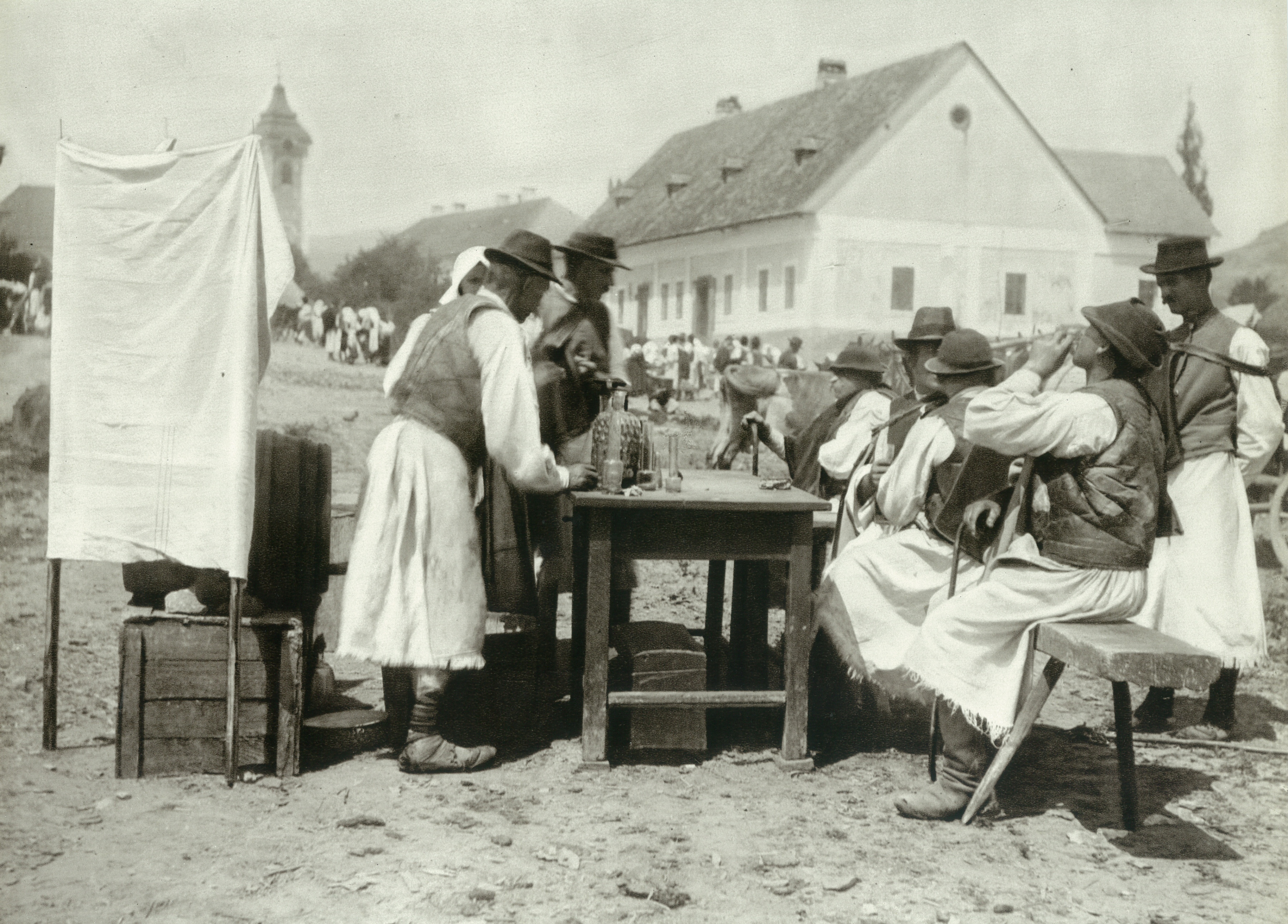
Oldomáš na jarmoku v Detve
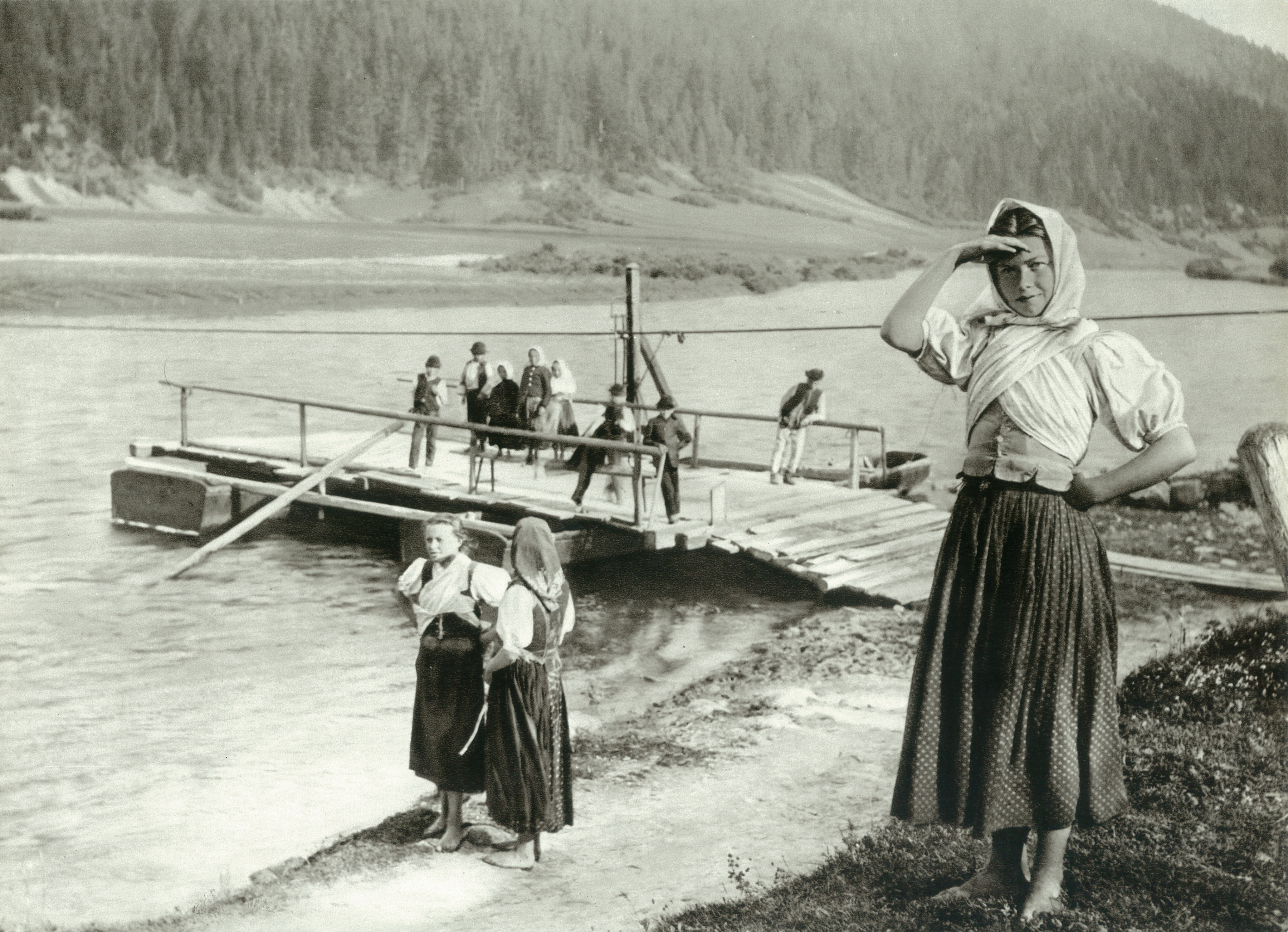
Kompa na Váhu
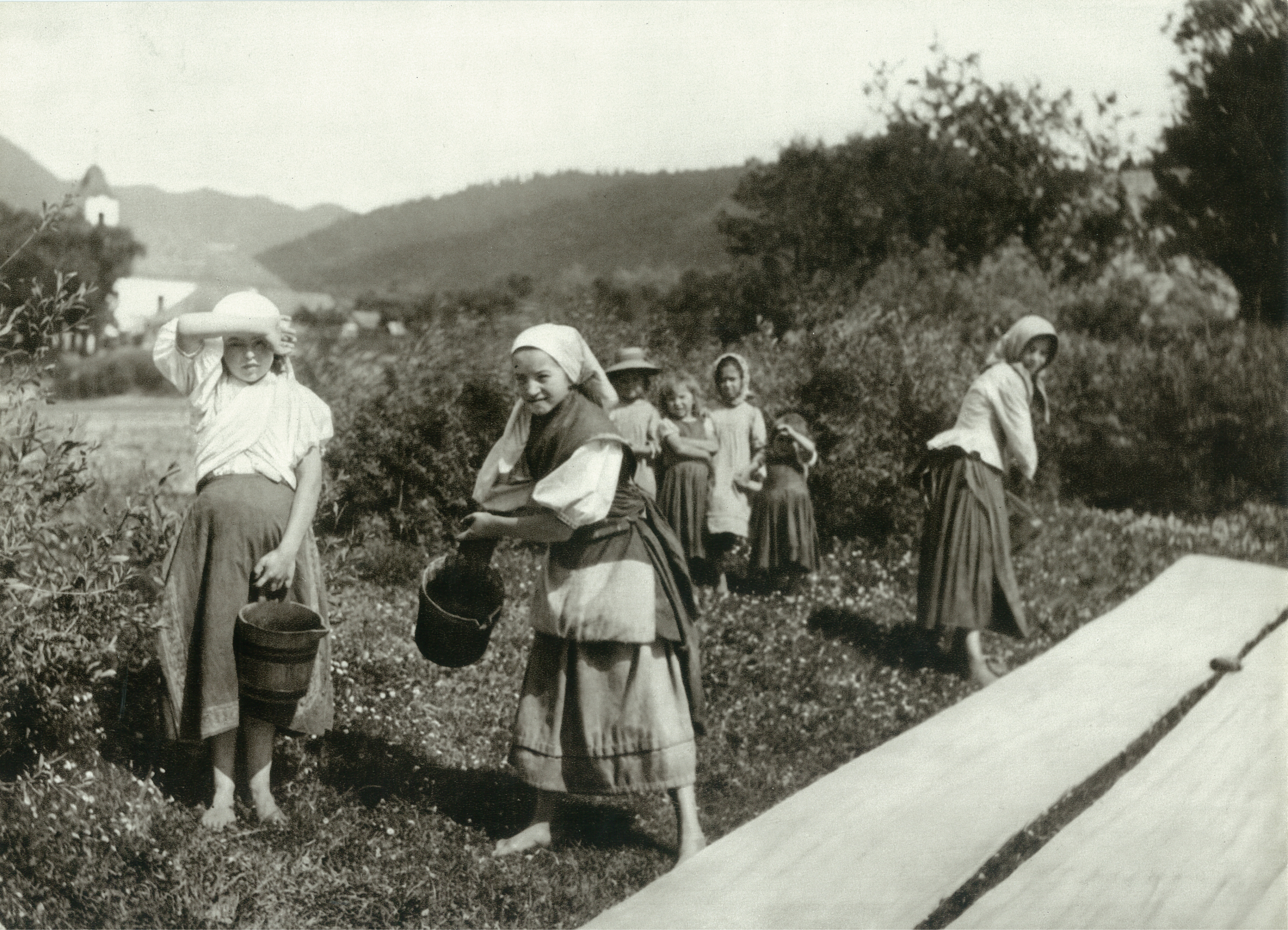
Polievanie plátna
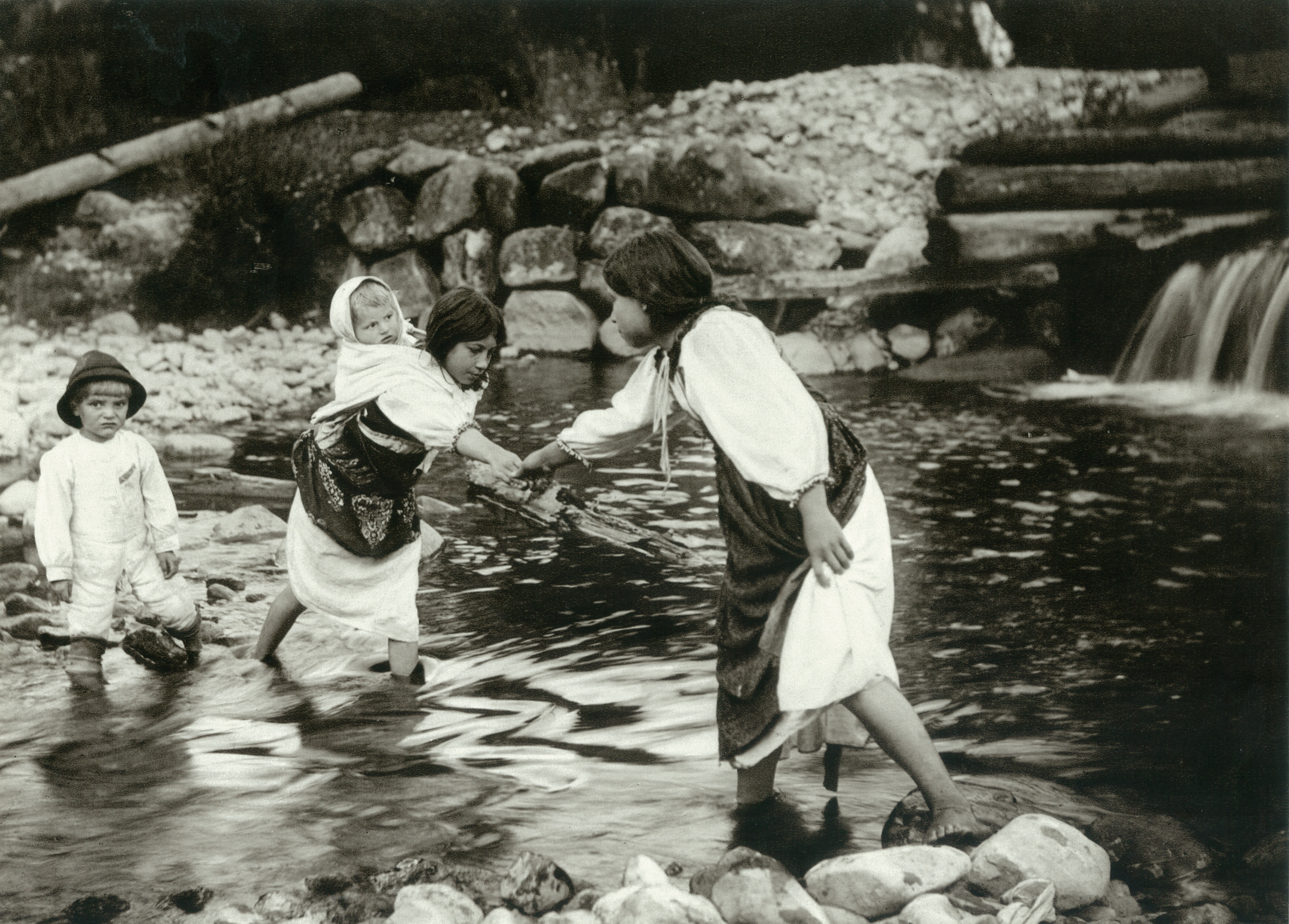
Cestička cez potok
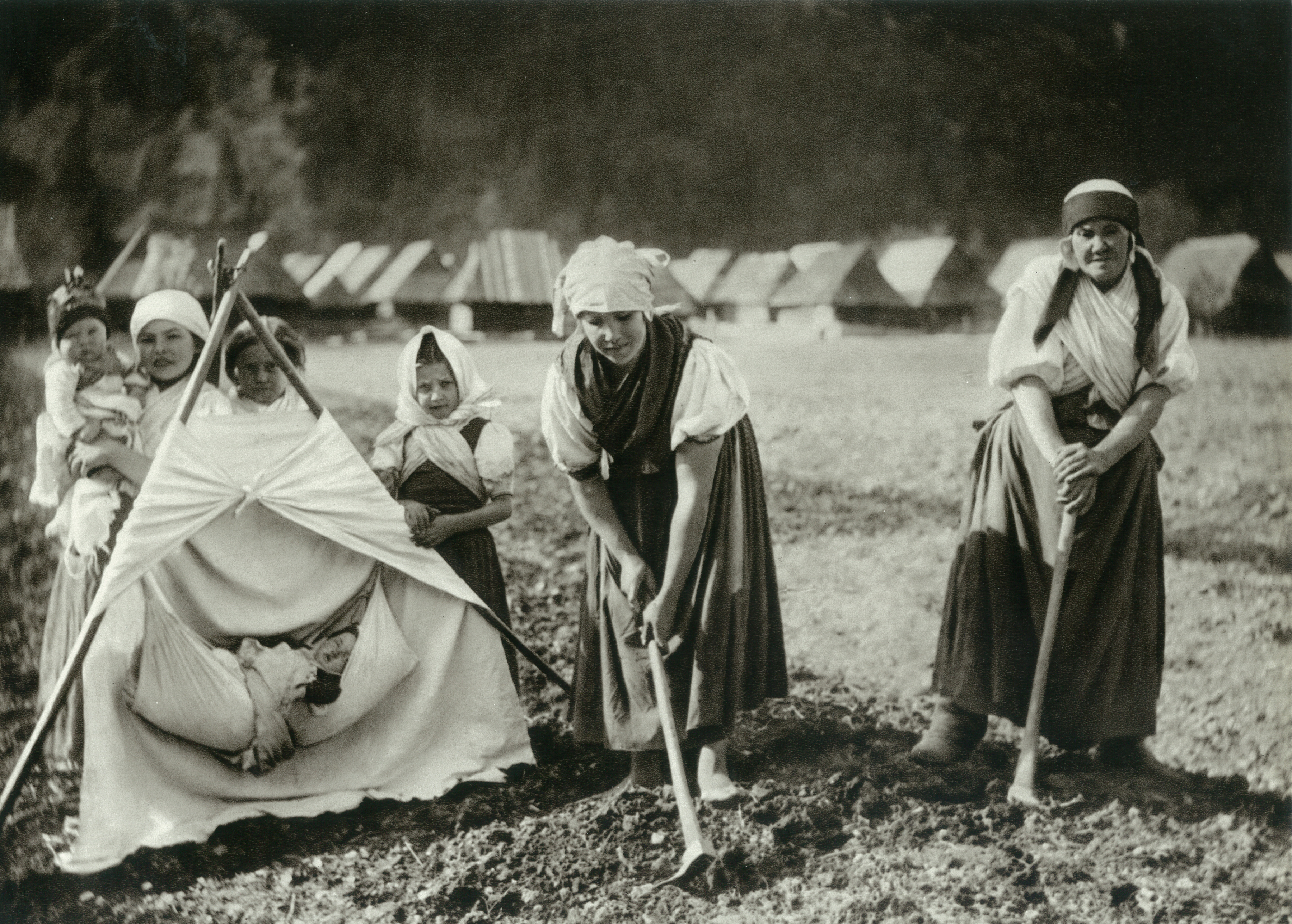
Na poli, Gombáš
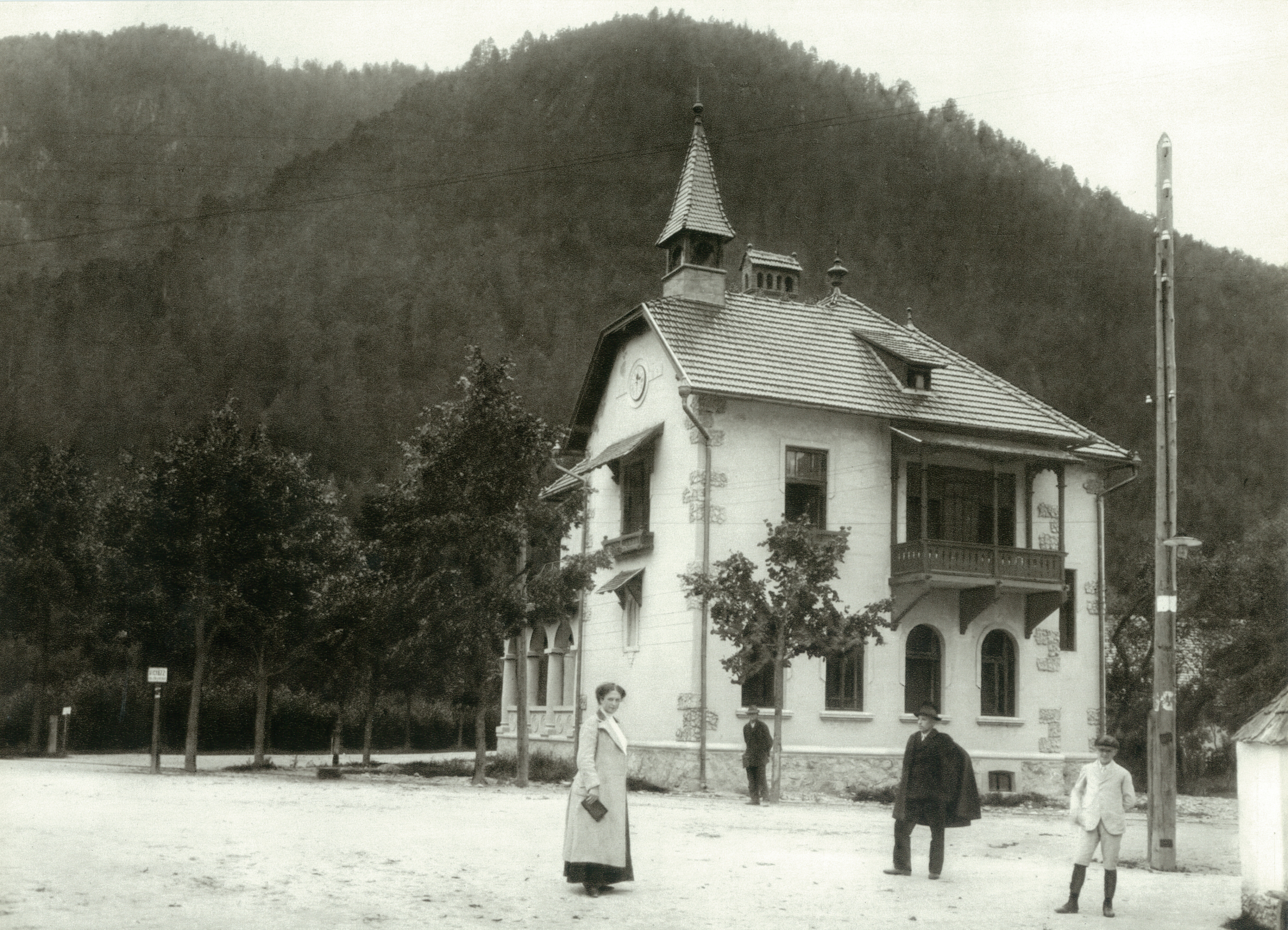
Ľubochňa
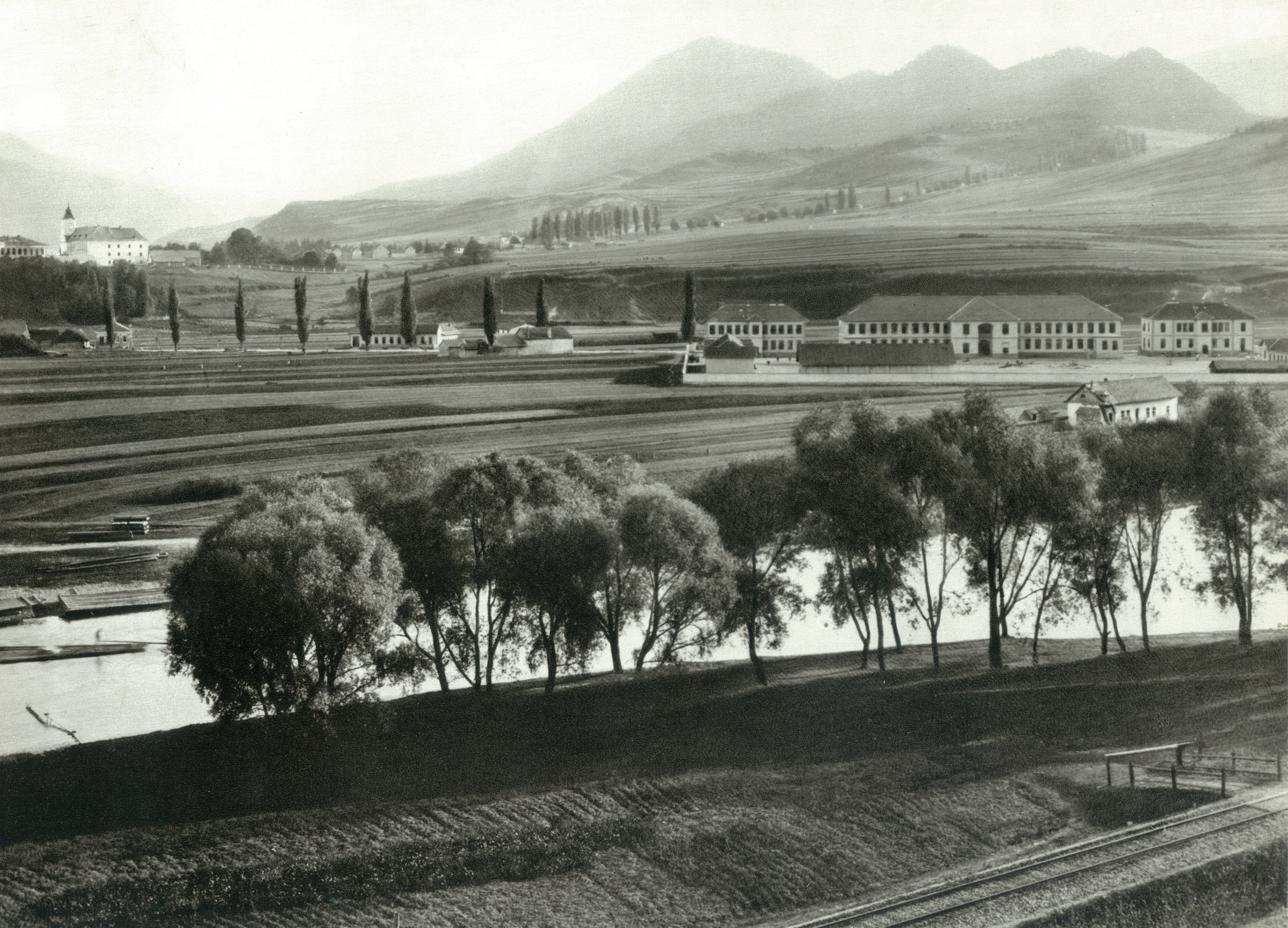
Ružomberok
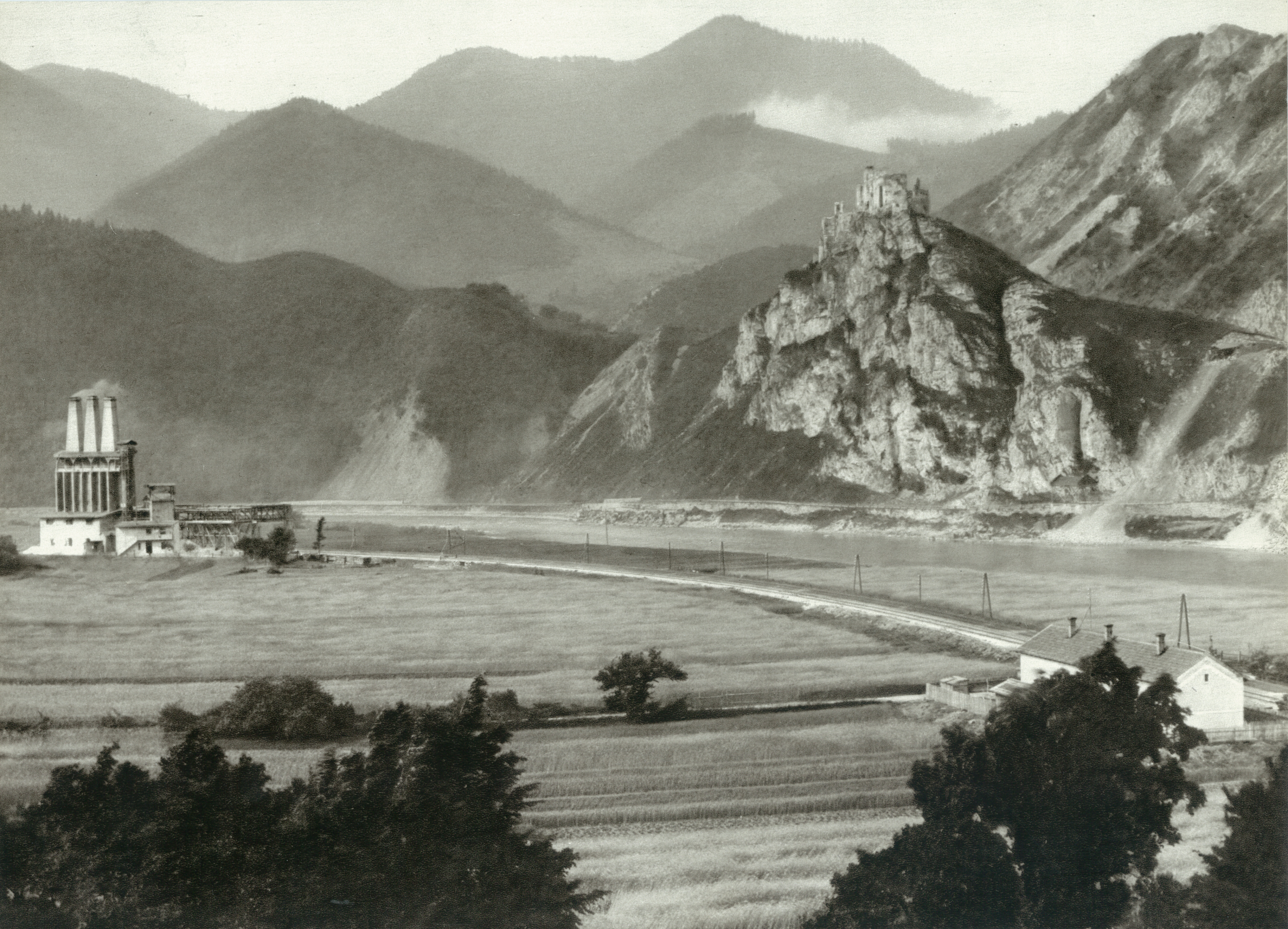
Strečno
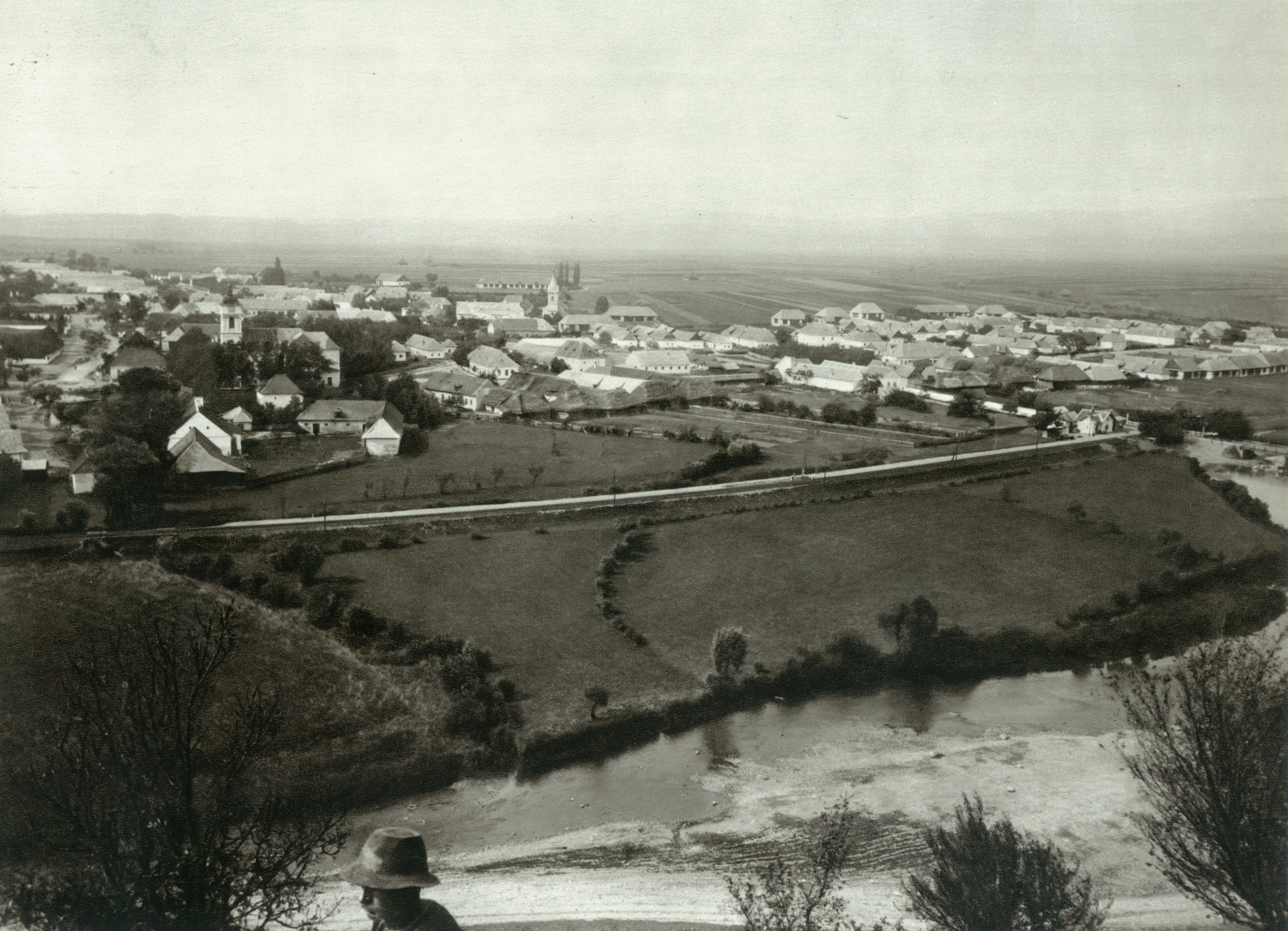
Neznámá obec
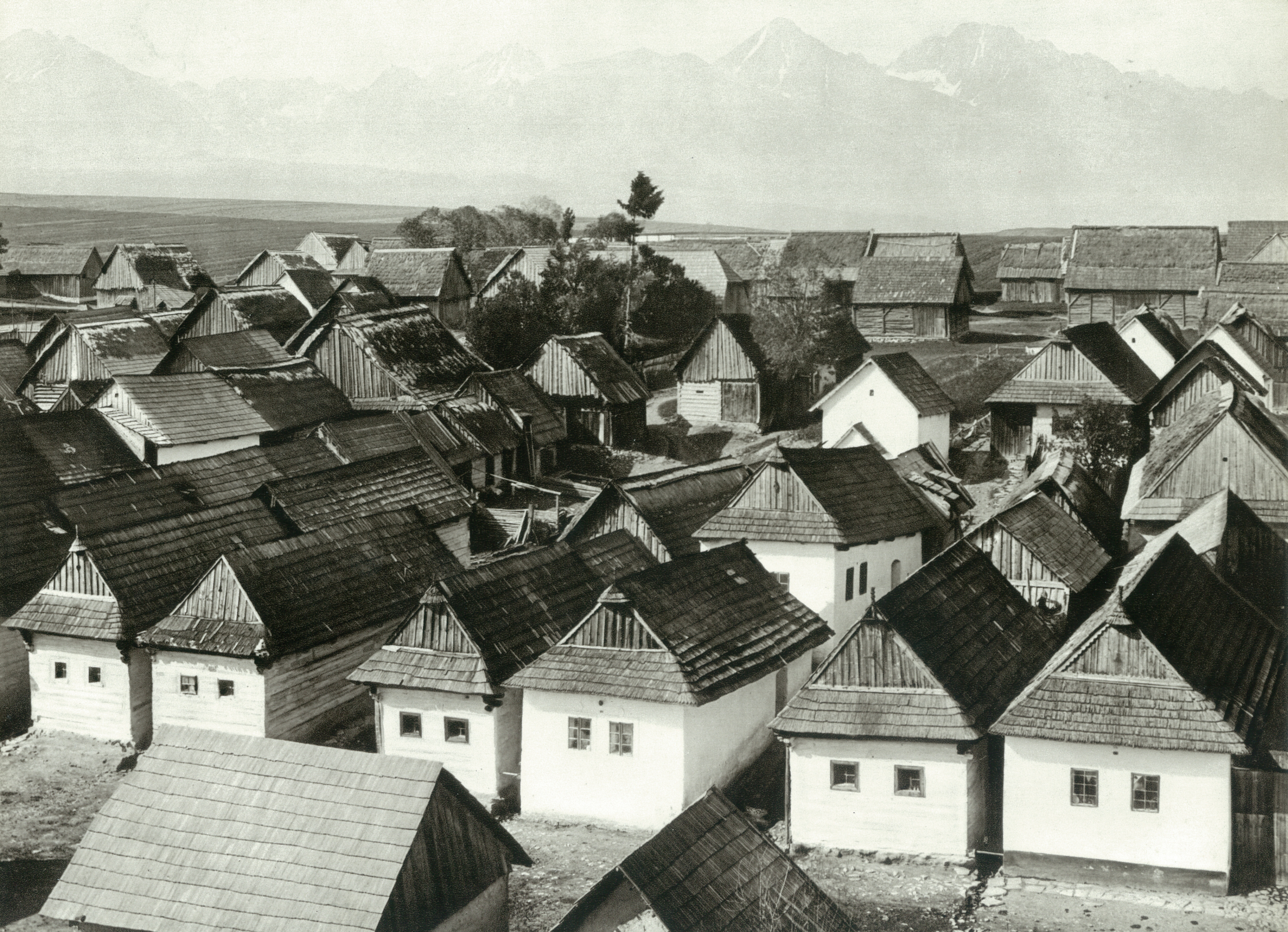
Štrba
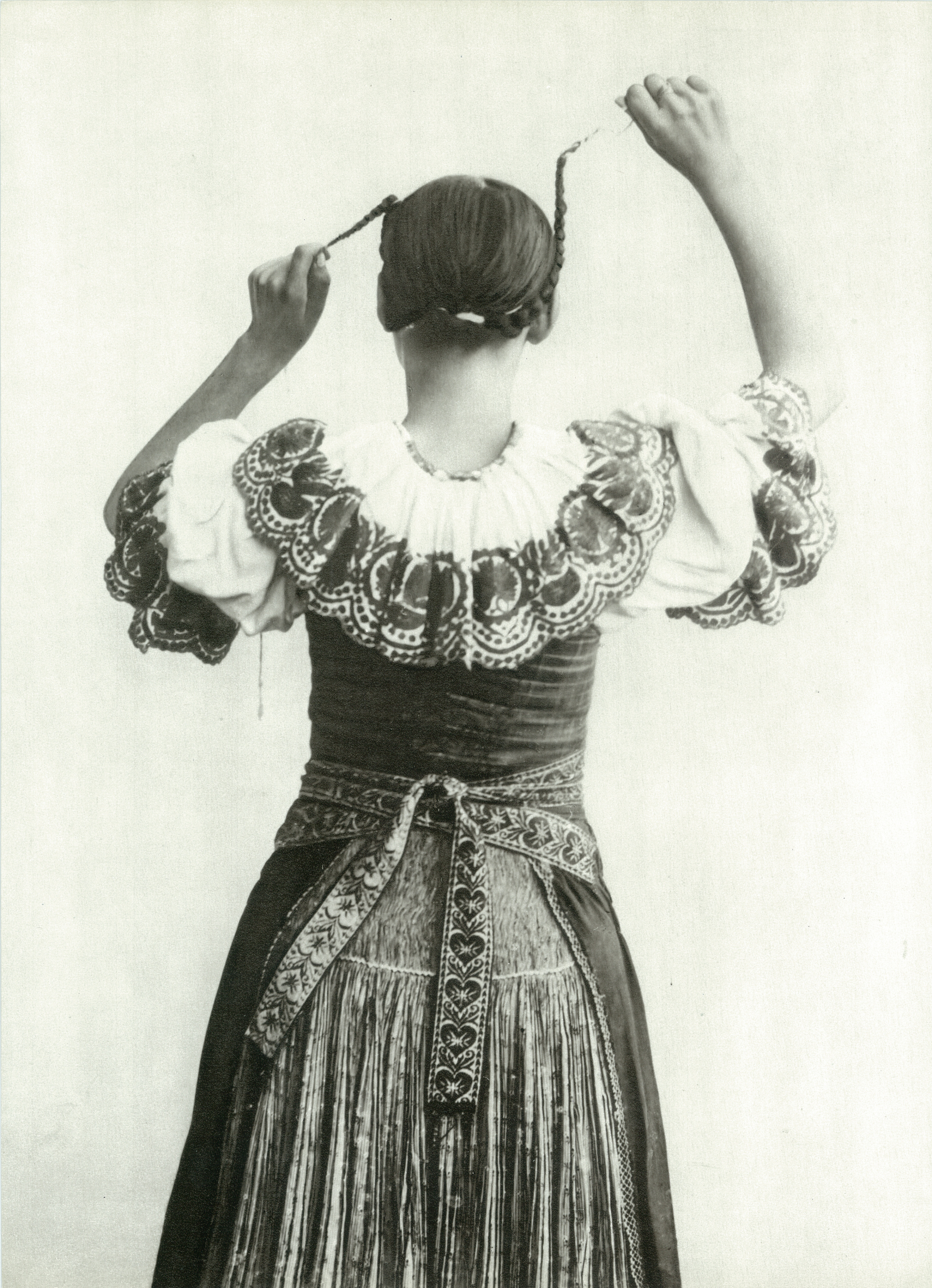
Ranná toaleta
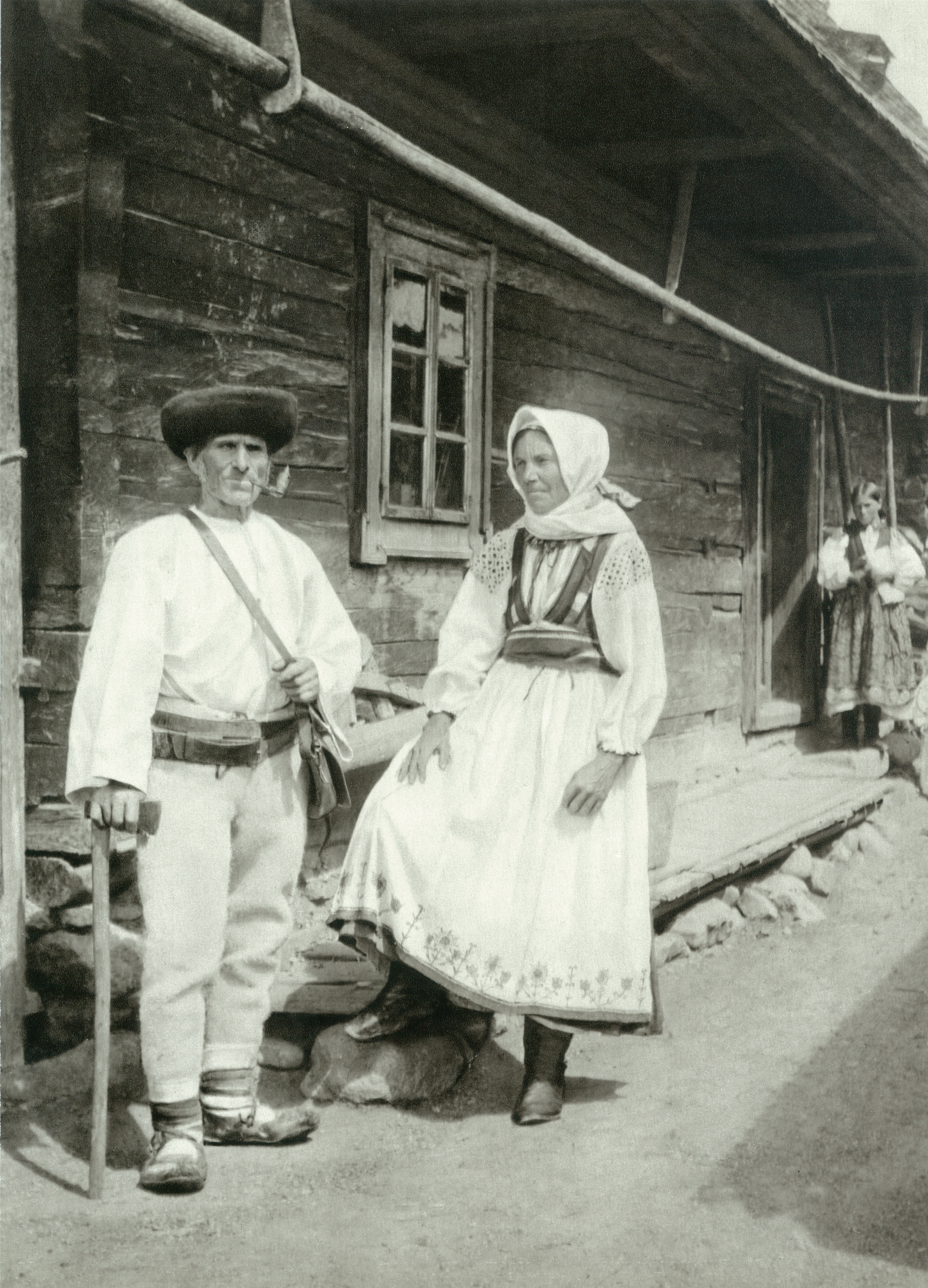
U nás na Liptove
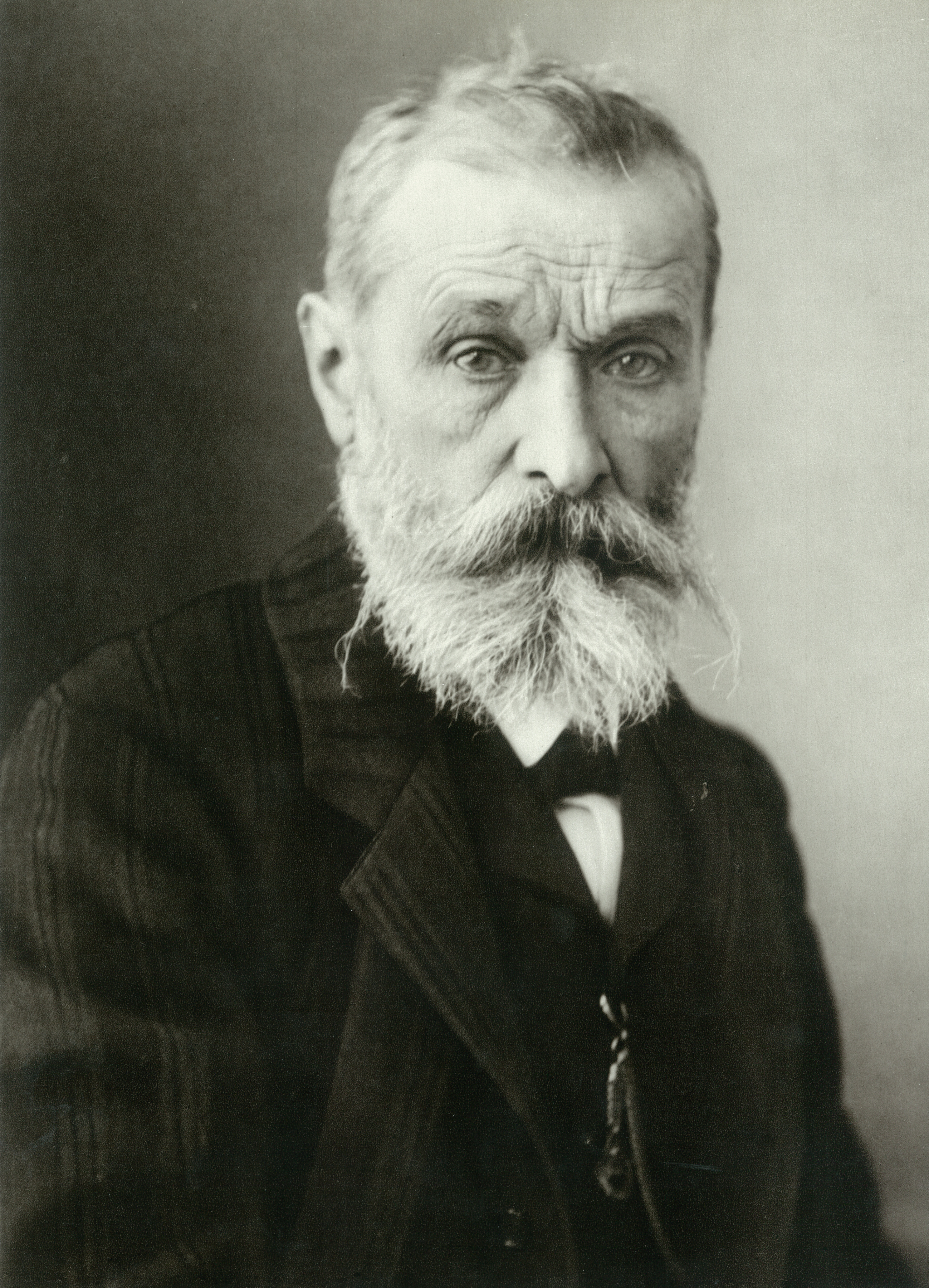
Svetozár Hurban Vajanský